# Daşdalıqcar
Daşdalıqcar è un comune dell'Azerbaigian situato nel distretto di Lənkəran. 